# Nildo Petrolina
Evanildo Fernandes Gomes, meglio noto come Nildo Petrolina (Petrolina, 1º maggio 1986), è un calciatore brasiliano, centrocampista del Petrolina.

## Caratteristiche tecniche
È un esterno sinistro.

## Carriera
Ha esordito in Primeira Liga il 14 agosto 2011 disputando con il Beira-Mar l'incontro pareggiato 0-0 contro il Marítimo.

## Palmarès

### Club

#### Competizioni nazionali
- Coppa di Lega portoghese: 1

Moreirense: 2016-2017
- Coppa del Portogallo: 1

Desportivo Aves: 2017-2018
- Coppa del Re dei Campioni: 1

Al-Taawoun: 2019